# Сива жуна
Сива жуна (лат. Picus canus) врста је из породице детлића (Picidae). Насељава Евроазију. Слична је познатијој зеленој жуни.

## Опис
Сива жуна је дуга 25-28 цм и тешка 130—180 грама. Горњи део тела јој је зелен, а доњи сив, са жутом тртицом. Глава јој је такође сива, осим црвеног чела код мужјака. Оба пола имају пругу код корена кљуна, налик брковима.

## Распрострањење
У Европи је одсутна са Британских острва, Пиринејског и Апенинског полустрва. Среће се у Сибиру, источној Азији, као и у тропским пределима Југоисточне Азије, све до острва Суматре.